# تندیس جمهوری

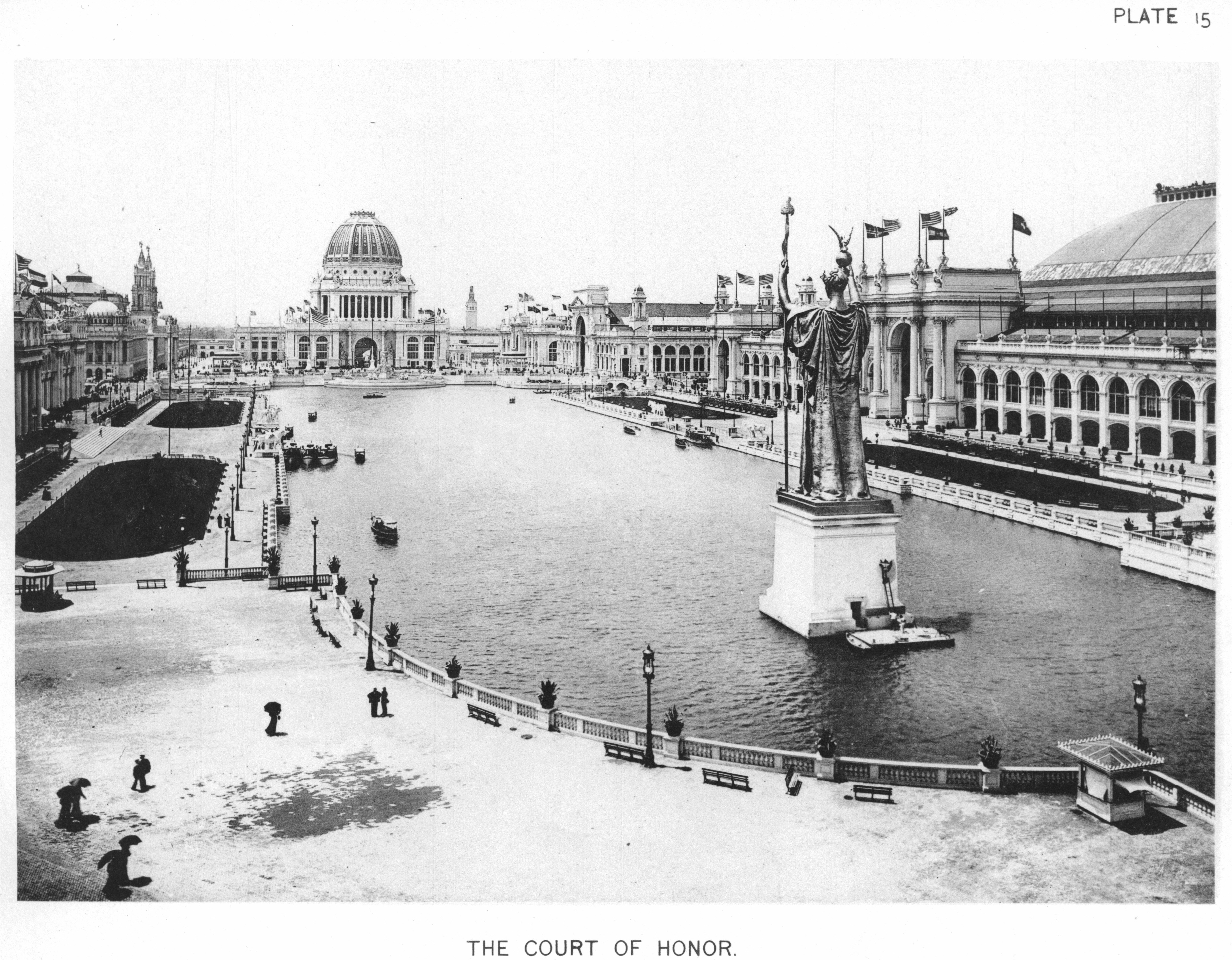
تندیس جمهوری در وسط استخری عظیم و رو به سوی ساختمان اداری نمایشگاه جهان قرار داشت که توسط ریچارد موریس هانت، طراحی و ساخته شده‌بود.

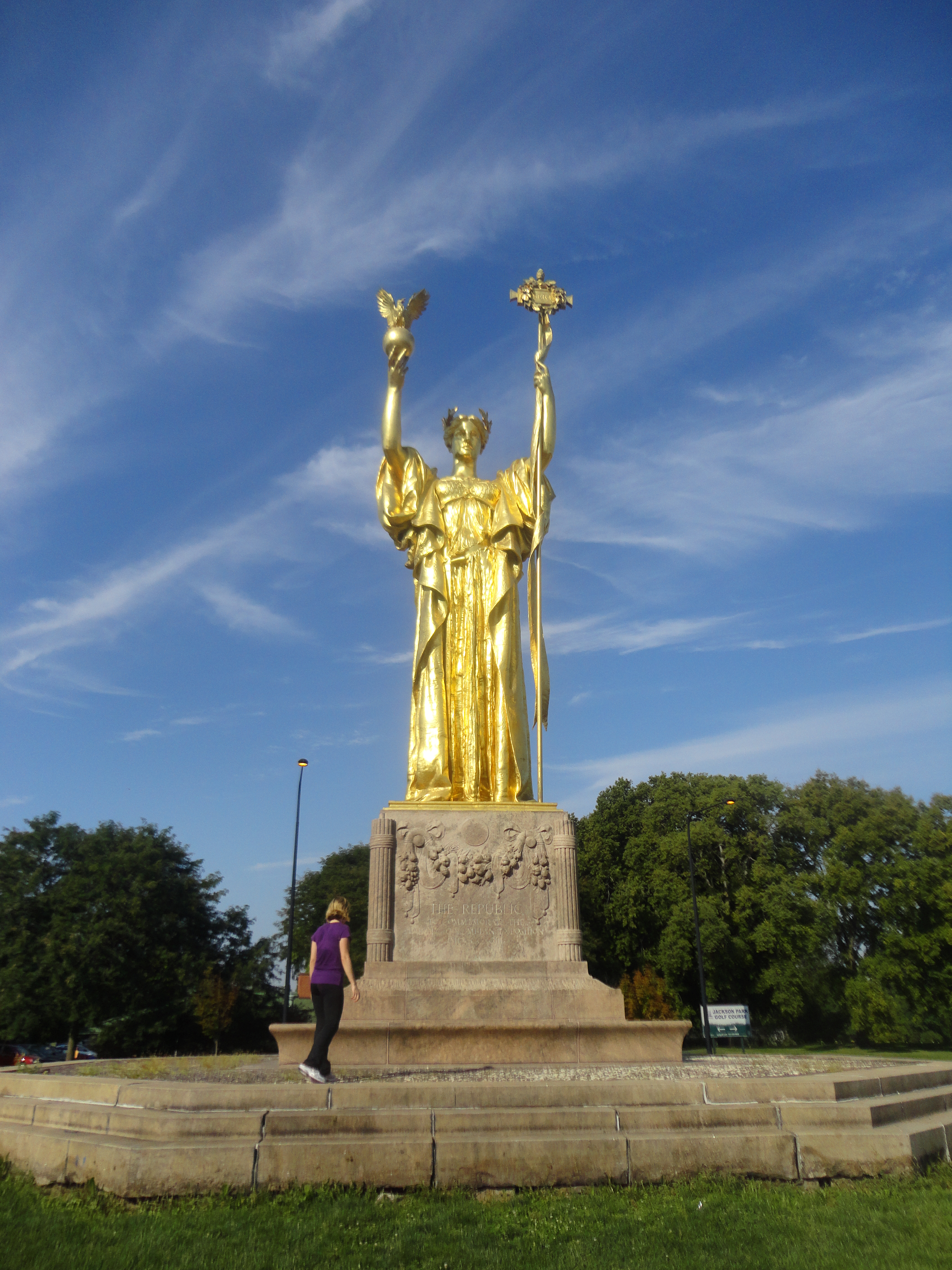
تندیس «بانوی طلایی» در بوستان جکسون، شیکاگو.

تندیس جمهوری (به انگلیسی: Statue of the Republic) یک مجسمهٔ عظیم از نوعی مواد مصنوعی به ارتفاع ۲۰ متر بود که در سال ۱۸۹۳ میلادی، به مناسبت چهارصدمین سال کشف قارهٔ آمریکا توسط کریستف کلمب و برای نمایشگاه جهان موسوم به World Columbian Exposition در شیکاگو ساخته شد. تندیس در سال ۱۸۹۶ بر اثر آتش‌سوزی از بین رفت.
در سال ۱۹۱۸ میلادی، دانیل چستر فرنچ، تندیس‌گر برجستهٔ آمریکایی، تندیسی مشابه از برنز را در اندازهٔ کوچک‌تر (۷٫۳ متر) و به همان نام ساخت. تندیس جدید در بوستان جکسون، شیکاگو نصب شد. از این تندیس همچنین با عنوان «بانوی طلایی» نیز یاد می‌شود.
در سال ۲۰۰۳ میلادی، تندیس کنونی به فهرست بناهای شاخص شیکاگو افزوده شد.